# 許安安
許 安安（アンアン、シュー・アンアン、Josephine Hsu、1980年7月15日 - ）は、台湾の女優、モデル。2010年、胡 安安に改名した。

## プロフィール
- 身長 - 167cm
- 体重 - 45kg
- 血液型 - B型
- 言語 - 中国語・広東語・英語
- 籍貫 - 廣東省曲江縣
- 学歴 - 國光藝校劇場藝術科卒業

## 来歴
2012年、アメリカに移住し美容系の学校の講師をしている。

## 出演

### ドラマ
- 醜女大翻身
- 麻辣高校生（2002年）- 婉如 役
- 明星★学園 第4シリーズ（原題：麻辣鮮師）（2003年）- 明日香 役
- 我只在乎你（2005年）
- 聖稜的星光（2006年）- 安安 役
- 愛情來了
- Q狼特勤組（2006年）
- 寶島少女成功記（2006年）- 蔣裕芬 役
- ザ・ホスピタル（原題:白色巨塔）（2006年）- 徐翠鳳 役
- 面具（MASK）（2007年）- 詠琦 役
- 亂世豪門（2007年）- 秋蓮 役

### 映画
- フラワーズ・オブ・シャンハイ（原題:海上花）（1999年）
- ヤンヤン 夏の想い出（原題:一一）（2000年）
- 三方通話 二十五小時便利商店（2003年）
- 狂放（2004年）
- 五月の恋（原題:五月之戀）（2004年）- 安安 役
- 約會（2004年）
- 一年之初（2005年）- FiFi 役
- 一八九五（2008年）- 英妹 役

### PV
- 分手快樂（梁靜茹）
- 有沒有一首歌會讓你想起我（周華健）
- 你說的對（周華健）
- 純真（五月天）
- 溫柔（五月天）
- 終結孤單（五月天）
- 明年你還愛我嗎（陳昇）
- 愛依然（那英）
- 都是他（林凡）
- 難道（林凡）
- 說（劉若英）
- 月亮代表誰的心（陶喆）
- MY ANATA（陶喆）
- 握你的手（光良）